# Archidemis anastea
Archidemis anastea är en fjärilsart som beskrevs av Diakonoff 1968. Archidemis anastea ingår i släktet Archidemis och familjen vecklare. Inga underarter finns listade i Catalogue of Life.